# Бек, Иван (футболист)
И́ван Бе́к (сербохорв. Ivan Bek / Иван Бек, после смены гражданства фр. Yvan Beck; 29 октября 1909, Белград, Королевство Сербия — 2 июня 1963, Сет, Франция) — югославский футболист, нападающий, выступавший за сборные Югославии (участник Олимпийских игр 1928 года и чемпионата мира 1930 года) и Франции.

## Карьера

### Клубная
Иван Бек родился в Белграде в семье немца и чешки. В возрасте 16 лет он был принят в клуб «БСК» и вскоре уже стабильно играл в его основном составе на позиции центрального нападающего. Отыграв в «БСК» почти три сезона и забив 51 гол в 50 матчах, Бек перешёл в белградскую «Мачву», а вскоре перебрался во французский «Сет». В апреле 1930 года в составе «Сета» он стал обладателем Кубка Франции (в финале в дополнительное время был обыгран «Расинг» — 3:1). Через 4 года «Сет» вновь выиграл кубок, на этот раз у марсельского «Олимпика». В тот же год, став чемпионом Франции в составе «Сета», Бек оформил золотой дубль. В период выступлений Бека за «Сет» был небольшой перерыв — в 1931—1932 гг. он некоторое время играл за швейцарскую Уранию.
Закончив выступления за «Сет» в 1935 году, Бек сменил его на «Сент-Этьен», в котором отыграл 4 сезона. Позже он также выступал за «Ним Олимпик» и «Эксуаз».

### В сборной
Дебютным матчем в составе сборной Югославии для Ивана Бека стала товарищеская игра с Болгарией в мае 1927 года, выигранная югославами со счётом 2:0. Через год он принял участие в Олимпийских играх 1928, но, проиграв в первом туре Португалии, югославская команда не смогла продолжить борьбу за медали. Наиболее успешным выступлением Бека за сборную и всей команды в целом стал чемпионат мира 1930 года в Уругвае: Бек трижды отправил мяч в сетку ворот соперников, а Югославия дошла до полуфинала. После завершения чемпионата Бек лишь дважды выходил на поле защищать цвета Югославии, в товарищеских играх против Аргентины и Польши. Обе встречи были югославами проиграны.
| Матчи и голы Ивана Бека за сборную Югославии | Матчи и голы Ивана Бека за сборную Югославии | Матчи и голы Ивана Бека за сборную Югославии | Матчи и голы Ивана Бека за сборную Югославии | Матчи и голы Ивана Бека за сборную Югославии | Матчи и голы Ивана Бека за сборную Югославии | Матчи и голы Ивана Бека за сборную Югославии |
| -------------------------------------------- | -------------------------------------------- | -------------------------------------------- | -------------------------------------------- | -------------------------------------------- | -------------------------------------------- | -------------------------------------------- |
| №                                            | Дата                                         | Место проведения                             | Соперник                                     | Счёт                                         | Голы                                         | Турнир                                       |
| 1                                            | 15 мая 1927                                  | София, Болгария                              | Болгария                                     | 2:0                                          | -                                            | Товарищеский матч                            |
| 2                                            | 29 мая 1928                                  | Амстердам, Нидерланды                        | Португалия                                   | 1:2                                          | -                                            | Олимпийские игры 1928                        |
| 3                                            | 14 июля 1930                                 | Монтевидео, Уругвай                          | Бразилия                                     | 2:1                                          | 1                                            | Чемпионат мира 1930                          |
| 4                                            | 17 июля 1930                                 | Монтевидео, Уругвай                          | Боливия                                      | 4:0                                          | 2                                            | Чемпионат мира 1930                          |
| 5                                            | 27 июля 1930                                 | Монтевидео, Уругвай                          | Уругвай                                      | 1:6                                          | -                                            | Чемпионат мира 1930                          |
| 6                                            | 3 августа 1930                               | Буэнос-Айрес, Аргентина                      | Аргентина                                    | 1:3                                          | -                                            | Товарищеский матч                            |
| 7                                            | 25 октября 1931                              | Познань, Польша                              | Польша                                       | 3:6                                          | 1                                            | Товарищеский матч                            |

Итого: 7 матчей / 4 гола; 3 победы, 0 ничьих, 4 поражения.
За год до второй победы во французском кубке, в 1933 году, Бек принял французское гражданство и получил возможность выступать за сборную Франции. С 1935 по 1937 гг. он провёл в её составе пять товарищеских игр, но при этом ни в одной из них ему ни разу не удалось отличиться.
| Матчи и голы Ивана Бека за сборную Франции | Матчи и голы Ивана Бека за сборную Франции | Матчи и голы Ивана Бека за сборную Франции | Матчи и голы Ивана Бека за сборную Франции | Матчи и голы Ивана Бека за сборную Франции | Матчи и голы Ивана Бека за сборную Франции | Матчи и голы Ивана Бека за сборную Франции |
| ------------------------------------------ | ------------------------------------------ | ------------------------------------------ | ------------------------------------------ | ------------------------------------------ | ------------------------------------------ | ------------------------------------------ |
| №                                          | Дата                                       | Место проведения                           | Соперник                                   | Счёт                                       | Голы                                       | Турнир                                     |
| 1                                          | 17 февраля 1935                            | Рим, Италия                                | Италия                                     | 1:2                                        | -                                          | Товарищеский матч                          |
| 2                                          | 17 марта 1935                              | Париж, Франция                             | Германия                                   | 1:3                                        | -                                          | Товарищеский матч                          |
| 3                                          | 14 апреля 1935                             | Брюссель, Бельгия                          | Бельгия                                    | 1:1                                        | -                                          | Товарищеский матч                          |
| 4                                          | 19 мая 1935                                | Париж, Франция                             | Венгрия                                    | 2:0                                        | -                                          | Товарищеский матч                          |
| 5                                          | 10 октября 1937                            | Париж, Франция                             | Швейцария                                  | 2:1                                        | -                                          | Товарищеский матч                          |

Итого: 5 матчей / 0 голов; 2 победы, 1 ничья, 2 поражения.

## Достижения

### Командные
«Сет»
- Чемпион Франции: 1934
- Обладатель Кубка Франции: 1930, 1934

Сборная Югославии
- Четвёртое место на чемпионате мира: 1930

## Статистика выступлений
| Клуб             | Сезон            | Лига | Лига | Кубки | Кубки | Прочие | Прочие | Итого | Итого |
| Клуб             | Сезон            | Игры | Голы | Игры  | Голы  | Игры   | Голы   | Игры  | Голы  |
| ---------------- | ---------------- | ---- | ---- | ----- | ----- | ------ | ------ | ----- | ----- |
| БСК              | 1927             | 5    | 6    | 0     | 0     | -      | -      | 5     | 6     |
| БСК              | 1928             | 5    | 5    | -     | -     | 2      | 1      | 7     | 6     |
| БСК              | Итого            | 10   | 11   | 0     | 0     | 2      | 1      | 12    | 12    |
| Сет              | 1928/29          | -    | -    | 6     | 2     | -      | -      | 6     | 2     |
| Сет              | 1929/30          | -    | -    | 6     | 5     | -      | -      | 6     | 5     |
| Сет              | 1930/31          | -    | -    | 2     | 2     | -      | -      | 2     | 2     |
| Сет              | 1931/32          | -    | -    | 1     | 0     | -      | -      | 1     | 0     |
| Сет              | 1932/33          | 17   | 9    | 5     | 5     | -      | -      | 22    | 14    |
| Сет              | 1933/34          | 26   | 14   | 6     | 4     | -      | -      | 32    | 18    |
| Сет              | 1934/35          | 26   | 12   | 4     | 5     | -      | -      | 30    | 17    |
| Сет              | Итого            | 69   | 35   | 30    | 23    | 0      | 0      | 99    | 58    |
| Сент-Этьен       | 1935/36          | 30   | 25   | 4     | 7     | -      | -      | 34    | 32    |
| Сент-Этьен       | 1936/37          | 29   | 29   | 2     | 3     | -      | -      | 31    | 32    |
| Сент-Этьен       | 1937/38          | 31   | 31   | 1     | 3     | -      | -      | 32    | 34    |
| Сент-Этьен       | 1938/39          | 6    | 2    | 5     | 3     | -      | -      | 11    | 5     |
| Сент-Этьен       | Итого            | 96   | 87   | 12    | 16    | 0      | 0      | 108   | 103   |
| Ним Олимпик      | 1940/41          | -    | -    | 4     | 2     | -      | -      | 4     | 2     |
| Ним Олимпик      | 1941/42          | -    | -    | 2     | 0     | -      | -      | 2     | 0     |
| Ним Олимпик      | Итого            | 0    | 0    | 6     | 2     | 0      | 0      | 6     | 2     |
| Всего за карьеру | Всего за карьеру | 175  | 133  | 48    | 41    | 2      | 1      | 225   | 175   |

Источники:
- Yvan Beck (фр.). Pari-et-gagne.com. Дата обращения: 29 ноября 2017.
- Yvan Beck (фр.). ASSE-Stats.com. Дата обращения: 29 ноября 2017.
- Mitropa Kup 1928 (хорв.). Exyufudbal.in.rs. Дата обращения: 30 ноября 2018.